# Wall House 2
Wall House #2 (ook wel Bye House genoemd) is een gebouw in de stad Groningen, dat werd ontworpen door de Amerikaanse architect John Hejduk (1929-2000).

## Beschrijving
Wall House #2 is het enige ontwerp uit Hejduks vroege periode dat daadwerkelijk is gebouwd. Oorspronkelijk werd het in 1976 ontworpen als woonhuis voor Ed Bye, toentertijd is het echter niet uitgevoerd. Na de dood van Hejduk in 2000 is het op initiatief van de gemeente Groningen en enkele private partijen gerealiseerd aan de westzijde van het Hoornse Meer in de gelijknamige wijk. Het is het tweede werk van Hejduk dat in Groningen te vinden is: in 1990 werd zijn stadsmarkering The Tower of Cards langs de A7 voltooid.
De inrichting is in de loop der jaren veranderd. Om het gebouw meer een functie voor de buurt te geven, is het originele interieur verwijderd. 

## Beheer en bezoek
Vanaf 2016 is het Groninger Museum beheerder van Wall House. Het is voor publiek geopend in het weekend. In het gebouw  zijn geregeld tentoonstellingen. 

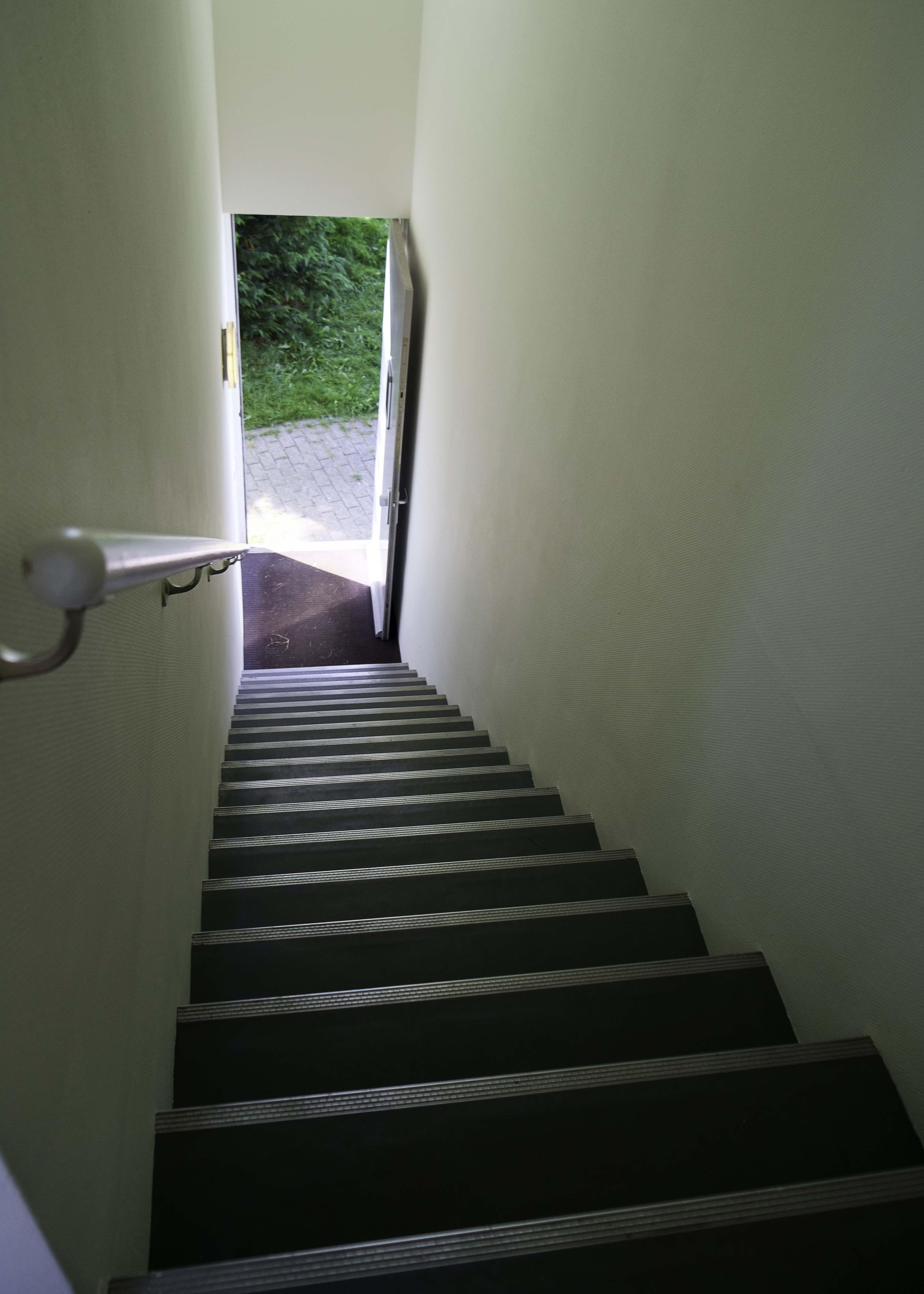
Ingang
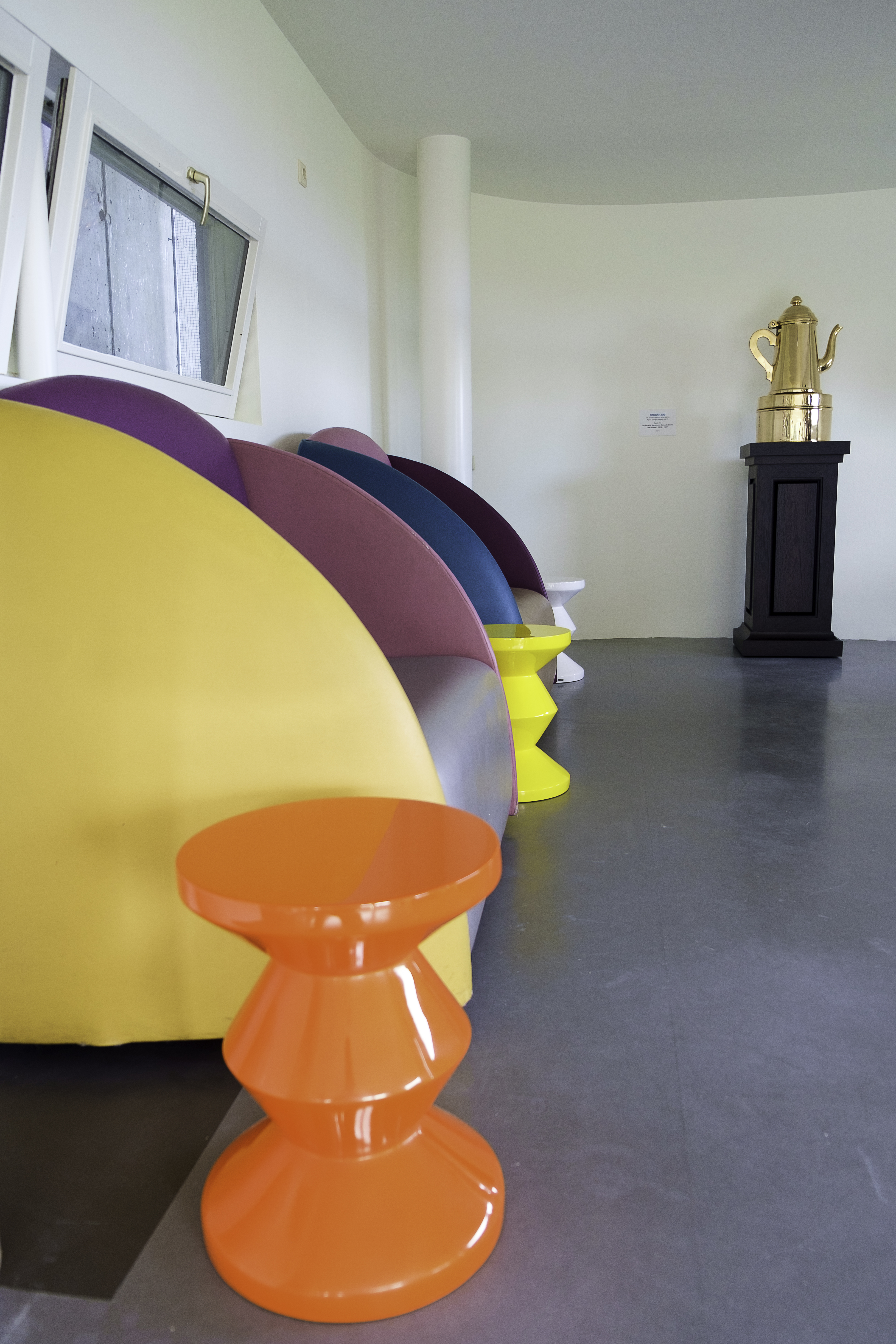
Interieur met Mendini meubilair
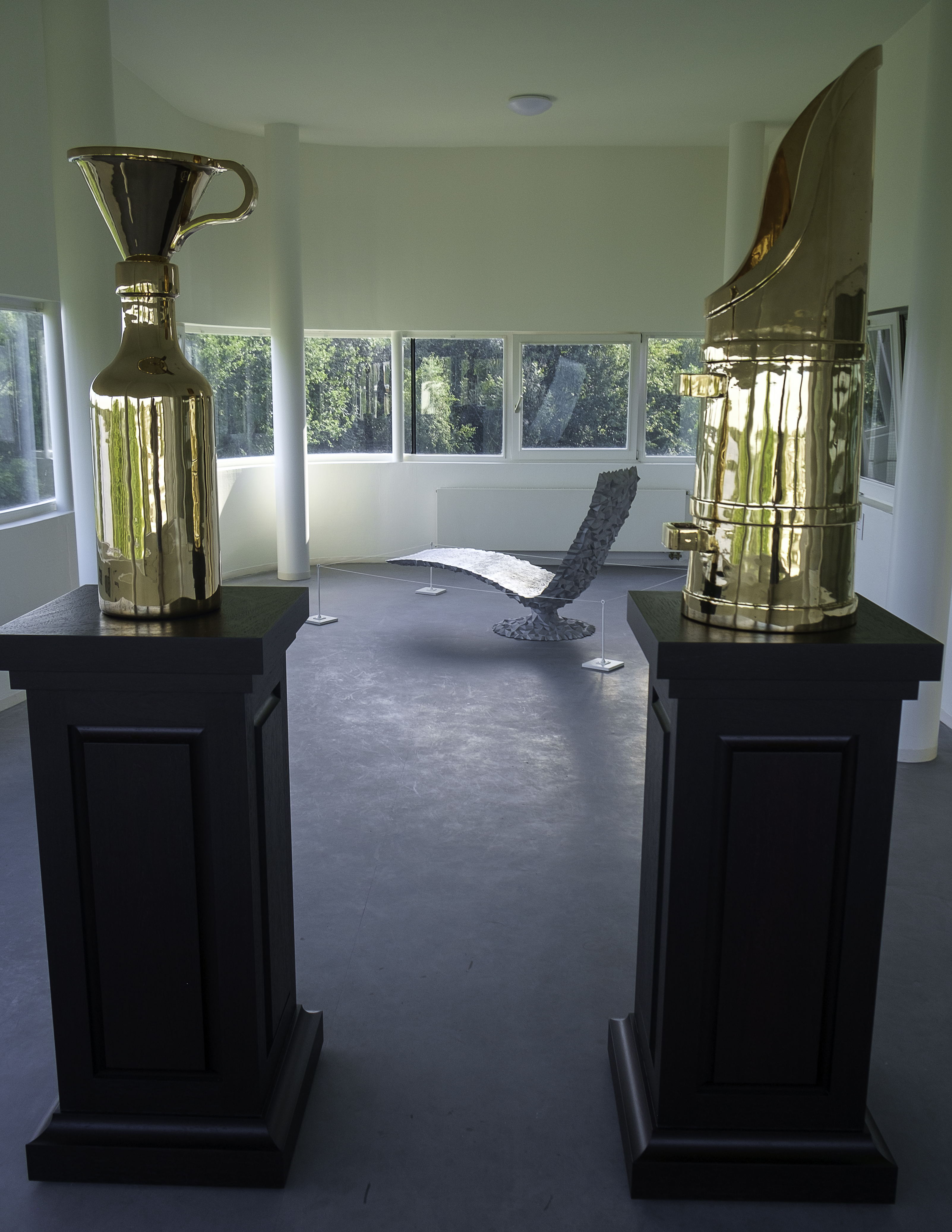
Interieur met sculpturen van Studio JOB

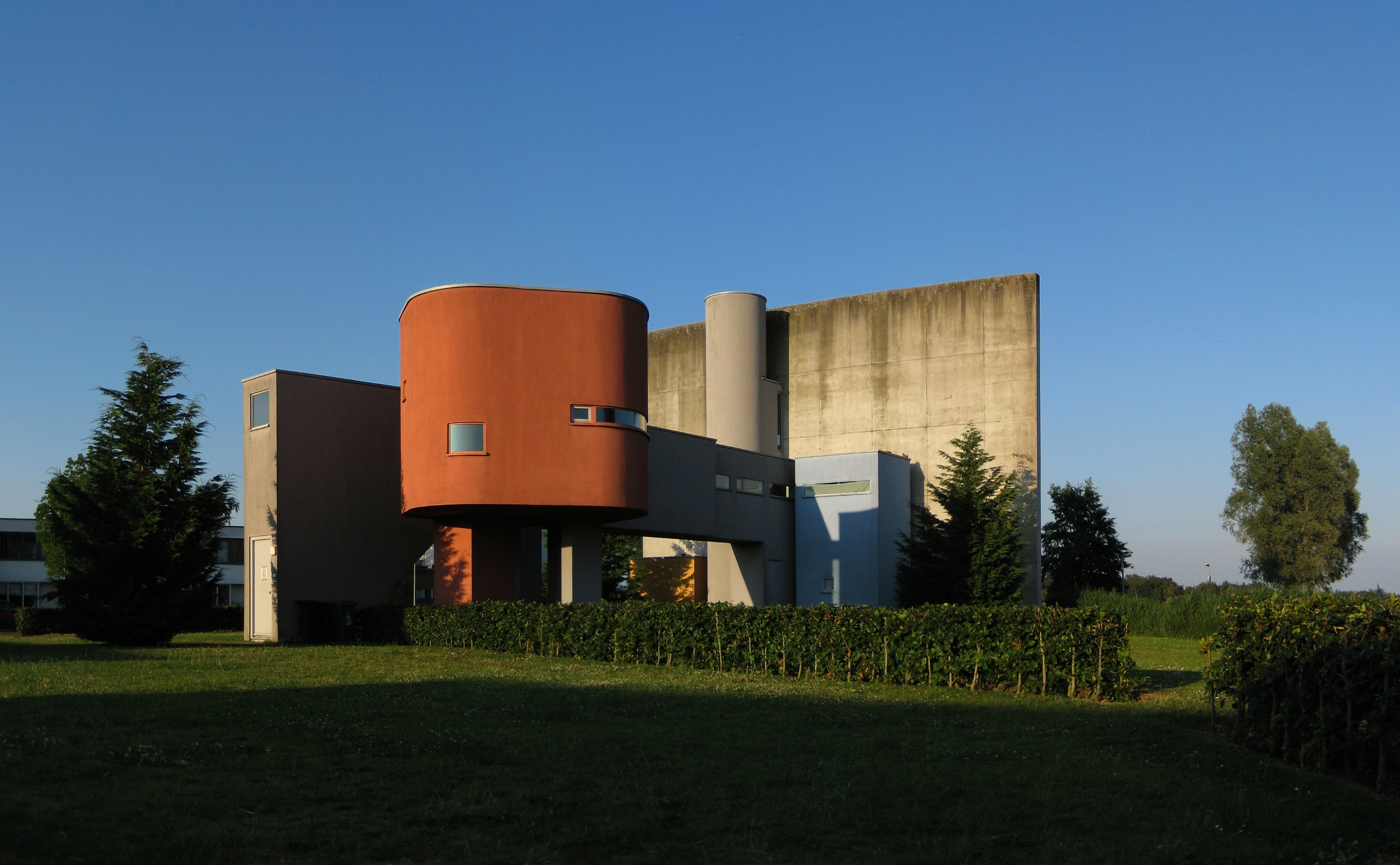
Achterzijde (2010)
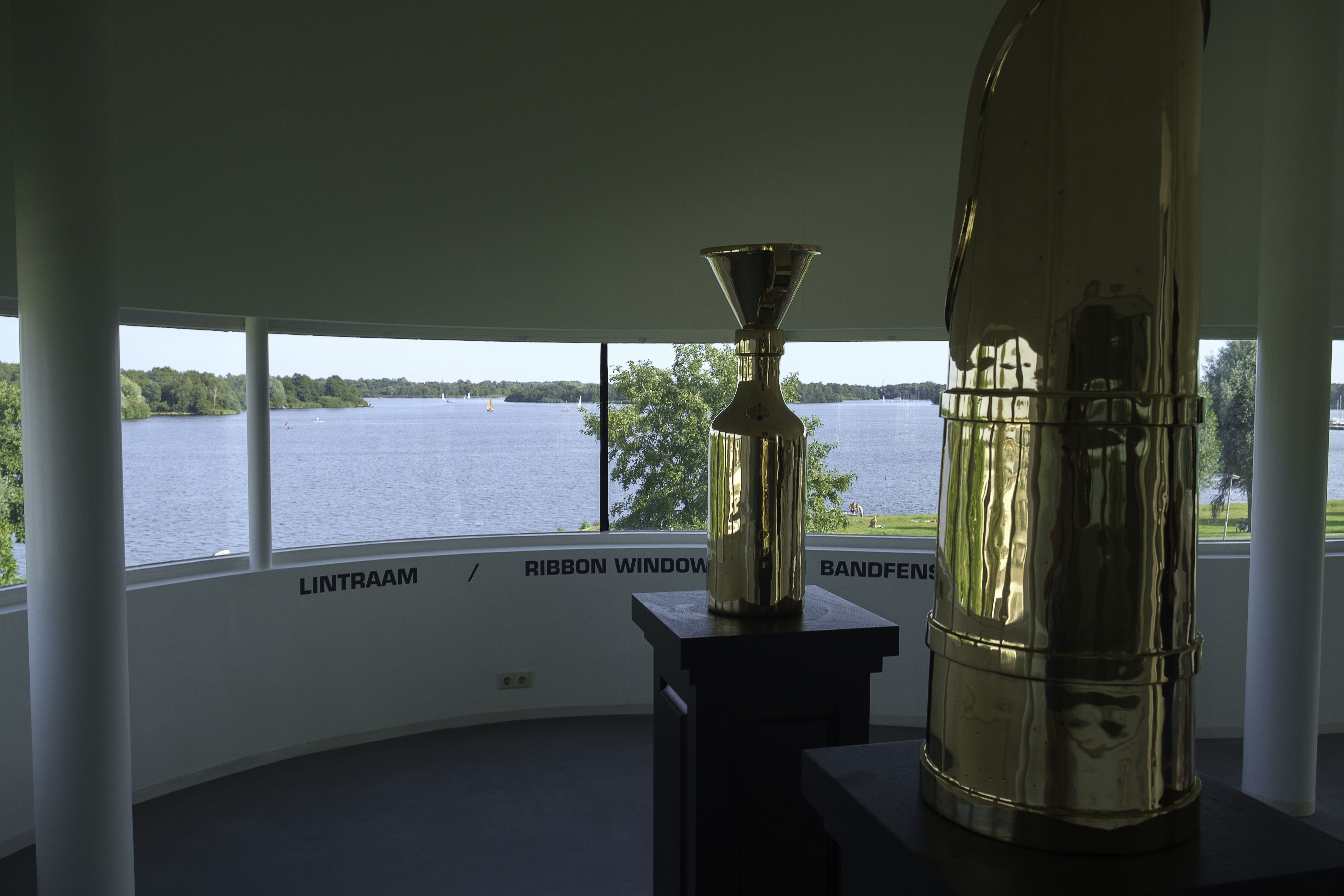
Uitzicht vanuit de bovenverdieping op het Hoornsemeer
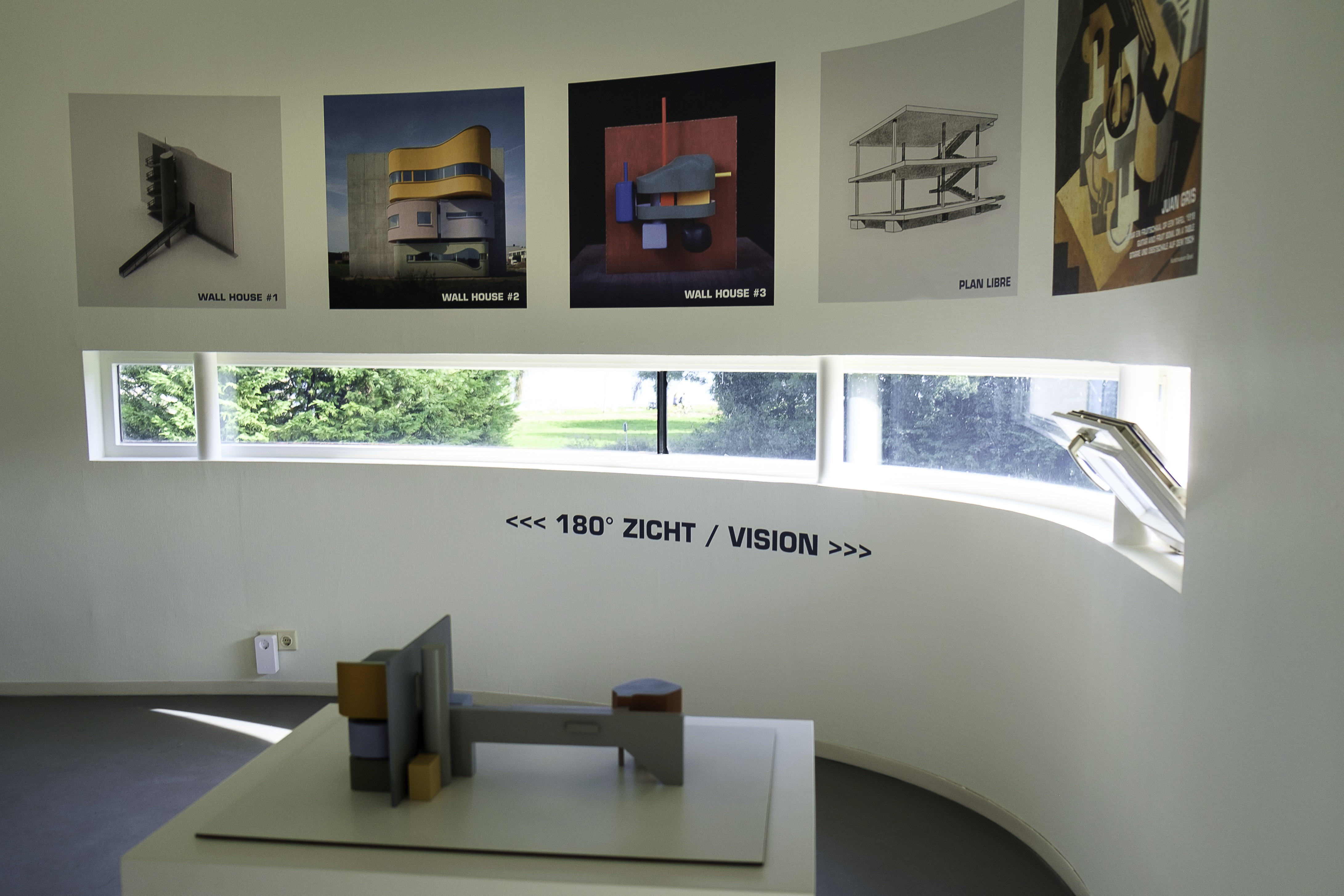
Ontwerpen voor de verschillende Wall Houses
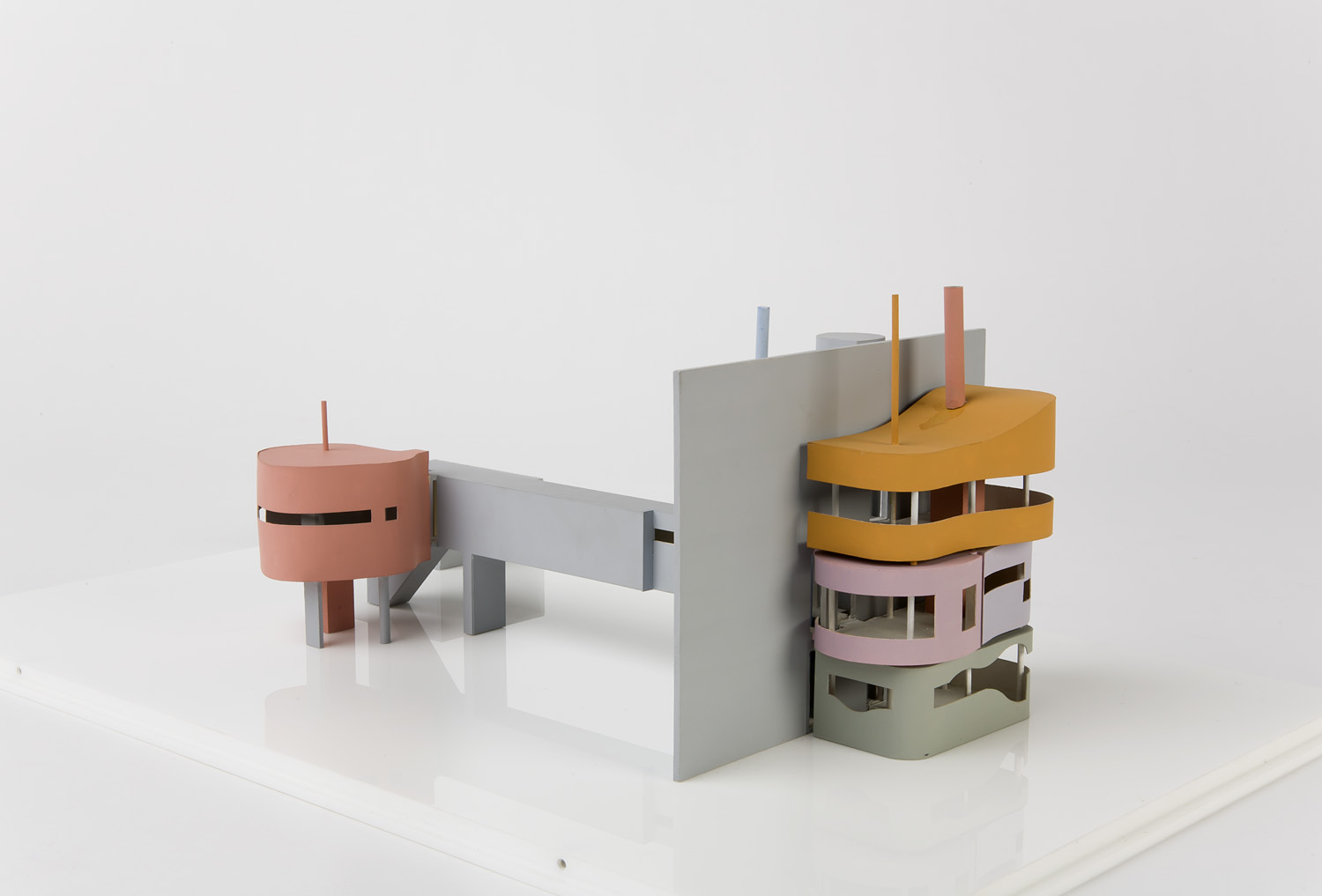
Maquette van het Wall House #2 bij Het Nieuwe Instituut